# Alina Boz
Alina Boz (Moscú, 14 de junio de 1998) es una actriz turca conocida por protagonizar novelas como Paramparça, Elimi Birakma junto a Alp Navruz, Ask 101 (Love 101) en Netflix  Turquía y Maraşli con Burak Deniz.

## Biografía
Su madre es una economista rusa y su padre es un guía turco en Bulgaria. Vivió en Rusia gran parte de su infancia, y a los siete años se mudó, junto a su padres a Estambul.
Siguió estudios de teatro en la Universidad Kadir Has. En 2014, participó en la serie de televisión Paramparça.
En Latinoamérica es reconocida por ser interpretada por la actriz de doblaje Miriam Aguilar Olmedo, Chile.

## Filmografía

### Televisión
| Año       | Título            | Personaje          | Rol                  |
| --------- | ----------------- | ------------------ | -------------------- |
| 2013-2014 | Cesur Hemşire     | Canan              | Personaje secundario |
| 2014-2017 | Paramparça        | Hazal              | Personaje secundario |
| 2017      | Sevda'nın Bahçesi | Defne              | Personaje secundario |
| 2018      | Vatanım Sensin    | Anastasia Románova | Personaje secundario |
| 2018-2019 | Elimi Bırakma     | Azra Gunes         | Papel principal      |
| 2020-     | Aşk 101           | Eda                | Papel principal      |
| 2021-     | Maraşlı           | Mahur              | Papel principal      |
| 2022      | Bir Peri Masalı   | Zeynep / Melis     | Papel principal      |

### Cine
| Año  | Proyecto      |
| ---- | ------------- |
| 2016 | Kaçma Birader |
| 2017 | Bölük         |